# Burchard Precht

Burchard Precht, avporträtterad av David Krafft.

Burchard Precht, född 24 oktober 1651 i Bremen, Tyskland, död 26 februari 1738 i Stockholm, var en tysk-svensk bildhuggare, möbelsnickare och ornamentskulptör.

## Biografi
Precht kom 1666 i lära hos en äldre bror i Hamburg, bildhuggare liksom fadern, och inkallades 1672 till Sverige av Nicolaes Millich som biträde vid inredningen av Drottningholm. Precht arbetade där mestadels som ornamentsbildhuggare och medverkade bland annat vid utsirandet av "änkedrottningens alkov". Han utförde dessutom geridonger, spegel- och tavelramar, bord med mera. År 1681 blev Precht hovbildhuggare. 
År 1687 följde han Nicodemus Tessin den yngre till Frankrike och Italien för studier till det planerade nya slottet i Stockholm. Efter återkomsten utförde Precht orneringen av slottskapellet och flera rum, vilka alla förstördes vid slottsbranden 1697. 
Precht kom att tillsammans med Nicodemus Tessin den yngre introducera guldbarocken i Sverige. En medalj slogs över honom 1738.
Burchard Precht var far till Johan Philip, Burchard, Gustaf och Christian Precht.

## Verk av Precht
Precht etablerade en egen verkstad från vilken en mängd kyrkoprydnader utgick under mer än ett halvt århundrade och vars traditioner levde vidare under större delen av 1700-talet.
Exempel på hans verk är Gustaf Kruus sarkofag i Sätuna gravkor i Björklinge kyrka, tillverkad 1692. Efter ritningar av Tessin utförde Precht ett flertal kyrkoinventarier, bland annat kungsstolarna (1684) och predikstolarna i Stockholms storkyrka (1701) och i Uppsala domkyrka (1709). Han utförde även altaruppsatsen i Uppsala domkyrka (1728) som 1906 flyttades till Gustav Vasa kyrka i Stockholm. Precht utförde även krucifix och epitafier. 
Precht tillverkade också stora mängder möbler, främst förgyllda praktbord och geridonger med rik dekor och akantusornamentik. Verkstaden producerade också speglar och ramar. Ett par marmorbyster för Stockholms slott avlämnade han 1690 och även statyer av marmor till kungliga stallet på Helgeandsholmen. Precht finns representerad vid Nationalmuseum och Göteborgs konstmuseum.

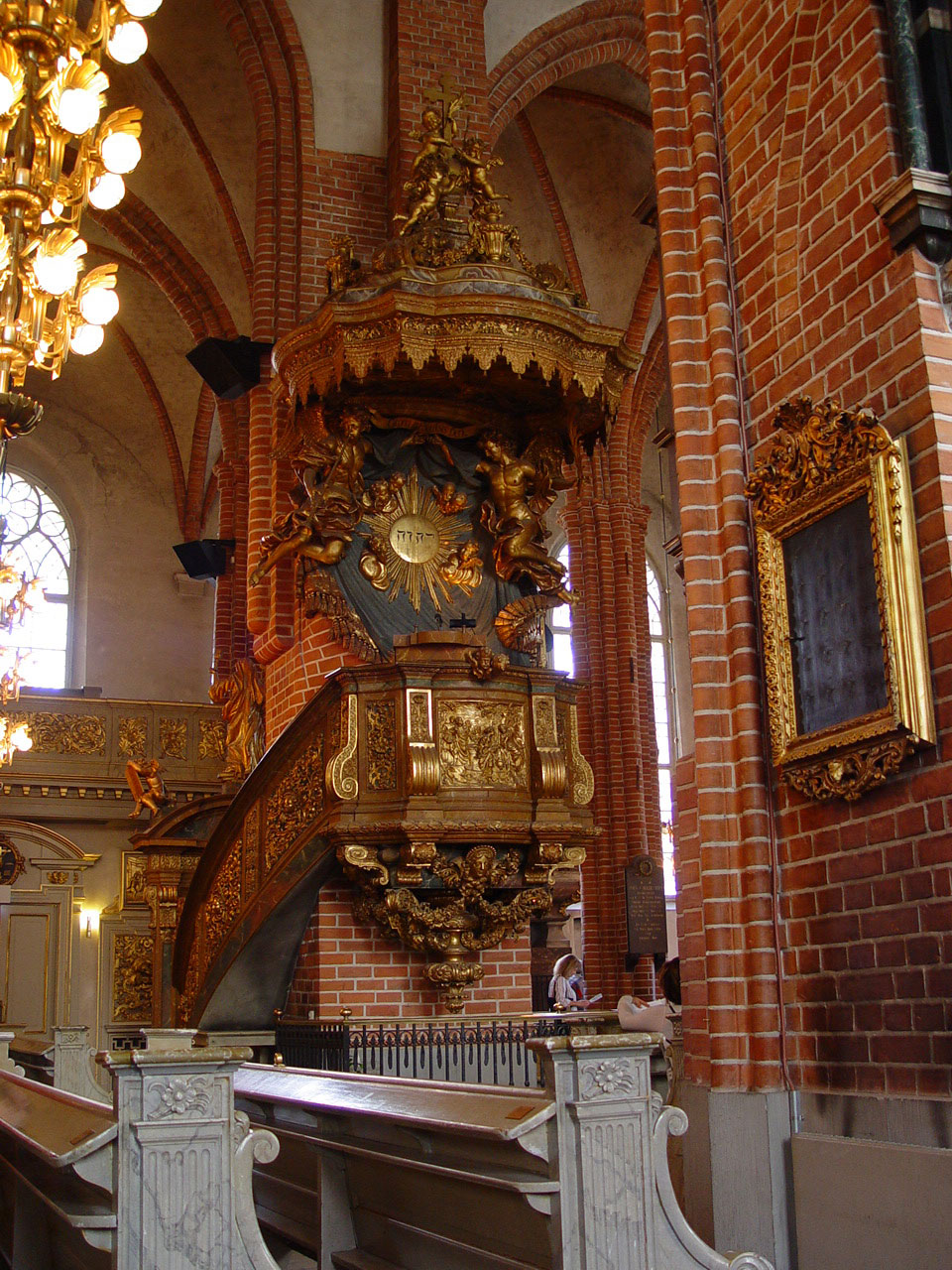
Predikstol i Storkyrkan, Stockholm
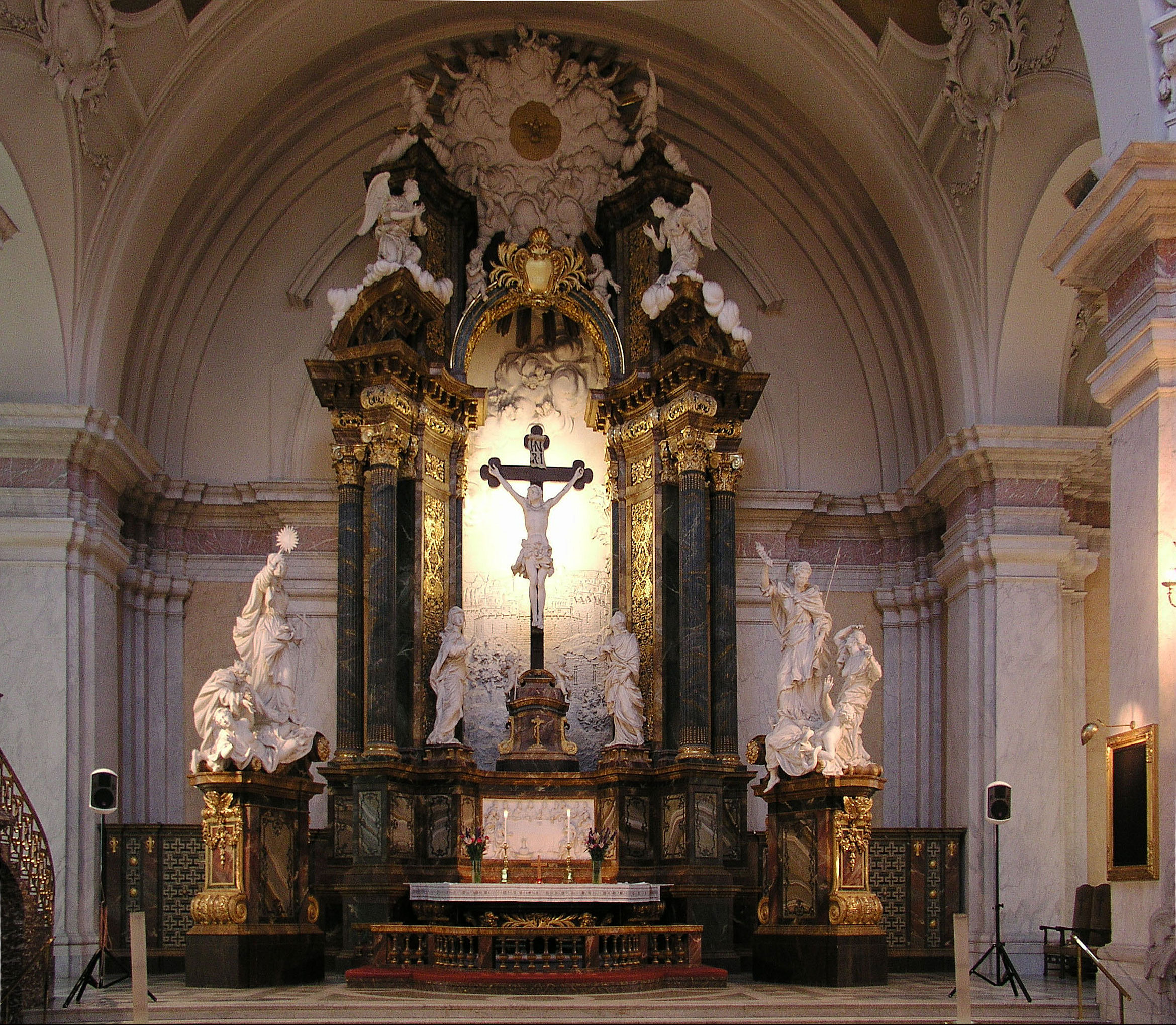
Uppsala domkyrkas tidigare altaruppsats av Burchard Precht, nu i Gustaf Vasa kyrka i Stockholm.

### Övriga källor
- Nordisk familjebok 1904–1926
- Nationalencyklopedin
- Roosval, Johnny, Hofbildhuggaren Burchardt Precht. Stockholm 1905.